# سیارک ۷۷۵۴
سیارک ۷۷۵۴ (به انگلیسی: 7754 Gopalan، نامگذاری:1989TT11) هفت هزار و هفتصد و پنجاه و چهارمین سیارک کشف شده‌است که در ۲ اکتبر ۱۹۸۹ کشف شد.
قدر مطلق سیارک برابر ۴۸.۹ است.